# Rodrigo Núñez
Rodrigo Fabián Núñez Ortiz (Santiago del Cile, 5 febbraio 1977) è un ex calciatore cileno, di ruolo attaccante.

## Carriera
Ha giocato per il Cobresal, il Santiago Wanderers e i Rangers.
Con la selezione cilena Under-23 ha preso parte ai Giochi olimpici di Sydney 2000, dove è riuscito a conquistare la medaglia di bronzo.